# Arquidiocese de Bamaco
A Arquidiocese de Bamaco (Archidiœcesis Bamakoënsis) é uma circunscrição eclesiástica da Igreja Católica situada em Bamaco, Mali. Seu atual arcebispo é Robert Cissé. Sua Sé é a Catedral do Sagrado Coração de Jesus de Bamaco.
Possui 11 paróquias servidas por 43 padres, contando com 4906450 habitantes, com 3,0% da população jurisdicionada batizada.

## História
A prefeitura apostólica de Saara e Sudão foi erigida em 1868; em 1891 foi elevada à vicariato apostólico.
Em 19 de julho de 1901 cedeu uma porção do seu território para a ereção da prefeitura apostólica de Ghardaïa (atual diocese de Laghouat) e assume o nome de vicariato apostólico do Sudão Francês.
Em 2 de julho de 1921, por força do breve Ex officio supremi do Papa Bento XV, o vicariato é dividido, dando origem aos vicariatos apostólicos de Ouagadougou (hoje arquidiocese) e de Bamaco.
Em 15 de dezembro de 1927, em 9 de março de 1937, em 9 de junho de 1942 e em 12 de junho de 1947 o vicariato apostólico de Bamaco cedeu partes do seu território em vantagem da ereção, respectivamente, das prefeituras apostólicas de Bobo-Dioulasso (hoje uma arquidiocese), de N'Zérékoré (atualmente uma diocese), de Gao (atual diocese de Mopti) e de Kayes (hoje uma diocese).
Em 14 de setembro de 1955 o vicariato apostólico é elevado à arquidiocese metropolitana pela bula Dum tantis do Papa Pio XII.
Em 10 de março de 1962 cedeu outra parte do território para a ereção da diocese de Ségou.
Em janeiro de 1990 a arquidiocese recebeu a visita pastoral do Papa João Paulo II.

## Prelados

### Prefeitos Apostólicos de Saara e Sudão
- Charles Lavigerie, M. Afr. (1868 – 1891)

### Vigários Apostólicos de Saara e Sudão
- Charles Lavigerie, M. Afr. (1891 – 1892)
- Anatole-Joseph Toulotte, M. Afr. (1892 – 1897)
- Augustin Prosper Hacquard, M. Afr. (1898 – 1901)

### Vigários Apostólicos do Sudão Francês
- Hippolyte Louis Bazin, M. Afr. (1901 – 1910)
- Alexis Lemaître, M. Afr. (1911 – 1920)

### Vigários Apostólicos de Bamaco
- Emile-Fernand Sauvant, M. Afr. (1921 – 1928)
- Paul-Marie Molin, M. Afr. (1928 – 1949)
- Pierre Louis Leclerc, M. Afr. (1949 – 1955)

### Arcebispos de Bamaco
- Pierre Louis Leclerc, M. Afr. (1955 – 1962)
- Luc Auguste Sangaré (1962 – 1998)
- Jean Zerbo (1998 - 2024)
- Robert Cissé (2024 - Atual)